# 歌枕名寄
『歌枕名寄』（うたまくらなよせ）は、中世の歌学書。鎌倉末期、澄月（伝未詳）編。
歌枕を国別に分類して、該当する和歌を載せる。写本は十本存在し、流布本系と非流布本系に大別される。

## 構成
38巻本の構成は以下の通り。
- 畿内
  - 巻1-5：山城
  - 巻6-11：大和
  - 巻12：河内
  - 巻13-16：攝津
- 東海
  - 巻17, 18：伊勢
  - 巻19：伊賀 尾張 参河 遠江 甲斐
  - 巻20：駿河 伊豆 相模
  - 巻21：武蔵 安房 上総 下総 常陸
- 東山
  - 巻22-24：近江
  - 巻25：美濃 飛騨 信濃
  - 巻26：上野 下野 出羽
  - 巻27, 28：陸奥
- 北陸
  - 巻29：若狭 越前 加賀 能登 越中 越後 佐渡
- 山陰
  - 巻30：丹波 丹後 但馬 因幡 伯耆 出雲 石見 隠岐
- 山陽
  - 巻31：播磨
  - 巻32：美作 備前 備中 備後 安藝 周防 長門
- 南海
  - 巻33：紀伊
  - 巻34：淡路 阿波 讃岐 伊豫 土佐
- 西海
  - 巻35：筑前 筑後 豊前 豊後
  - 巻36：肥前 肥後 日向 大隅 薩摩 壱岐 對馬
- （未分類）
  - 巻37, 38：哥枕未勘